# Geórgios Mávros
Geórgios Mávros (grec moderne : Γεώργιος Μαύρος), né le 15 mars 1909 à Kastellórizo et mort le 6 mai 1995 à Athènes, est un juriste et homme politique grec. Il occupe plusieurs postes ministériels et est ministre des Affaires étrangères et vice-Premier ministre dans le gouvernement d'union nationale de 1974 à la suite du rétablissement de la démocratie. 

## Biographie
Il enseigne le droit à l’université d’Athènes de 1937 à 1942 et devient un homme politique à la suite de la libération de la Grèce de l’occupation de l’Axe, il est élu au Parlement hellénique à partir de 1946. Il est ministre de la Justice (1945), ministre de l'Éducation nationale (1946), ministre du Commerce et de l'Industrie (1949), ministre des Finances (1951), ministre de la Défense nationale (1952) et ministre de la Coordination gouvernementale (1963-1965). 
Gouverneur de la Banque nationale de Grèce, il crée en 1966 la Fondation culturelle de la Banque nationale de Grèce (MIET). Après la junte militaire grecque de 1967-1974, il est ministre des Affaires étrangères et Vice-Premier ministre de Grèce auprès du Premier ministre Konstantínos Karamanlís, au sein du Centre Union - New Forces . De plus en plus marginalisé par la nouvelle démocratie de Karamanlís, Mavros rejoint le Mouvement socialiste panhellénique et est élu député en 1981 et député européen en 1984.